# Ширшов, Николай Владимирович
Никола́й Влади́мирович Ширшо́в (узб. Nikolay Vladimirovich Shirshov; 22 июня 1974, Ташкент — 28 декабря 2021, Ростов-на-Дону) — узбекский и российский футболист, защитник.

## Карьера

### Клубная
Начал взрослую карьеру в 1991 году во Второй низшей лиге СССР в клубе «Свердловец» (Ташкентская область). Следующие 8 сезонов провёл в чемпионате Узбекистана, где выступал в основном за «Пахтакор», за который сыграл 159 матчей и забил 16 голов.
С 2000 года играет в России. В 2000—2005 годах играл в Премьер-Лиге за «Ростсельмаш» / «Ростов». Затем играл в низших дивизионах за СКА Ростов-на-Дону (2006—2007), «Батайск-2007» (2008—2010), «Таганрог» (2010). В 2011 году играл за новочеркасский «МИТОС».

### В сборной
В 1996—2005 годах за сборную Узбекистана провёл 63 матча, забил 13 мячей. Участник трёх розыгрышей Кубка Азии (1996, 2000, 2004).